# All Parties National Alliance
All Parties National Alliance és una aliança de partits seculars lliberals de Caixmir establerta al Canadà el 28 de novembre de 2004 i aliada a la Gilgit-Baltistan National Alliance (GBNA). Actua a l'estranger en no poder fer-ho lliurement a Azad Kashmir.